# Música del Tolima
La música del Tolima es una representación artística y cultural del centro-oeste de Colombia y la región Andina. Es variada por el folclor precolombino, elementos españoles y africanos.
Incluye ritmos para acompañar bailes, letanías y cantos propios de los amerindios de antes del descubrimiento de América. En las distintas regiones los nativos acompañaban sus labores cotidianas con cantos con los cuales comunicaban su quehacer diario no tardaron en acompañar tales letanías y cantos con los instrumentos propios de la labor que se realizaba. Son variados los instrumentos de percusión y de viento en la región Andina de Colombia y fueron estos la matriz sobre la que evolucionó la música del Tolima.

## Ritmos e instrumentos del Tolima

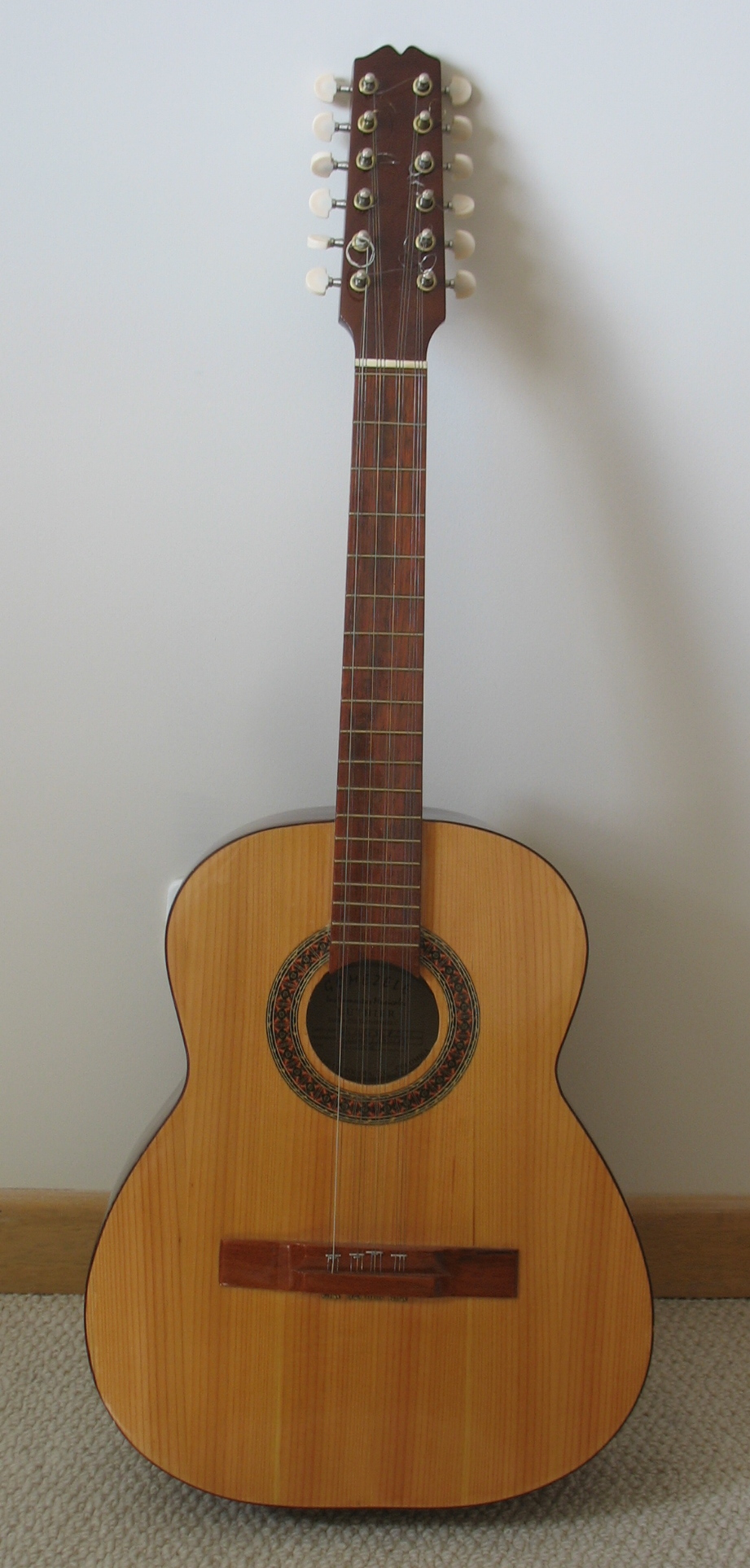
Tiple.

En el pasillo la organología es flauta, bandola, tiple, guitarra, chucho (idiófono de sacudimiento, que está compuesto por un cilindro de caña o guadua y en su interior contiene semillas, piedras o granos), tambora, y en algunos casos la carrasca, güira o guacharaca. Una canción de este estilo es "Hurí", interpretada por Garzón y Collazos.
El bambuco y sus variantes como la rajaleña o el sanjuanero son el ritmo que identifica al Tolima Grande, lo que hoy se conoce como el departamento del Huila y Tolima; los instrumentos para interpretar un sanjuanero son una flauta traversa, tambora, chucho, esterilla[Artículo en inglés] (instrumento de percusión formado por piezas largas de madera entretejida que forma un mantel y se toca frotándolo), guitarra, tiple, cien pies (instrumento de percusión que consiste en un cilindro de guadua en forma de balsa y en su interior contiene semillas atadas y suenan al frotarlas con un palo), quiribillo (idiófono de sacudimiento formado por cilindros huecos de canutillos atados entre sí pasando cuerdas por su interior) y carángano (instrumento de percusión alargado hecho de guadua que posee cuñas y tiras de la misma vara de guadua que al golpearlas la hacen sonar).
El bambuco es derivado del sanjuanero y se interpreta con los mismos instrumentos del sanjuanero; de igual forma la rumba criolla va en contratiempo del pasillo y los instrumentos varían según a la zona del Tolima que se esté interpretando.
La caña es el único ritmo de la zona Andina que se interpreta de manera exclusiva en el Tolima, puesto a que su creador es del Tolima y las melodías reconocidas también fueron compuestas por el mismo creador, los instrumentos que se interpretan en una caña surgen de la combinación de instrumentos del sanjuanero y el rajaleña.
La guabina es un ritmo campesino romántico, ejemplo de guabina es "Vivirás mi Tolima", compuesto por Pedro Ramos e interpretada por Silva y Villalba.
El torbellino es un ritmo que pertenece a los departamentos del Tolima, Boyacá, Cundinamarca, Norte de Santander y Santander particularmente un torbellino se interpreta con un conjunto de cuerdas como la bandola, el tiple y la guitarra; acompañados por instrumentos percutidos como las quijada de burro, la carrasca o güiro y un chucho.
Pero también existen danzas y ritmos que se conservan de la era precolombina, es decir a los ritmos de la cultura indígena; La danza de los Cucambos del Valle de San Juan en el Tolima, la caña brava a ritmo de vals indígena y danzas alusivas a los caciques que habitaban el valle de los panches, del famoso cerro del Pacandé de los indígenas Natagaima y la villa de San Bonifacio de las Lanzas (Ibagué).

## Sitios de interés musical del Tolima

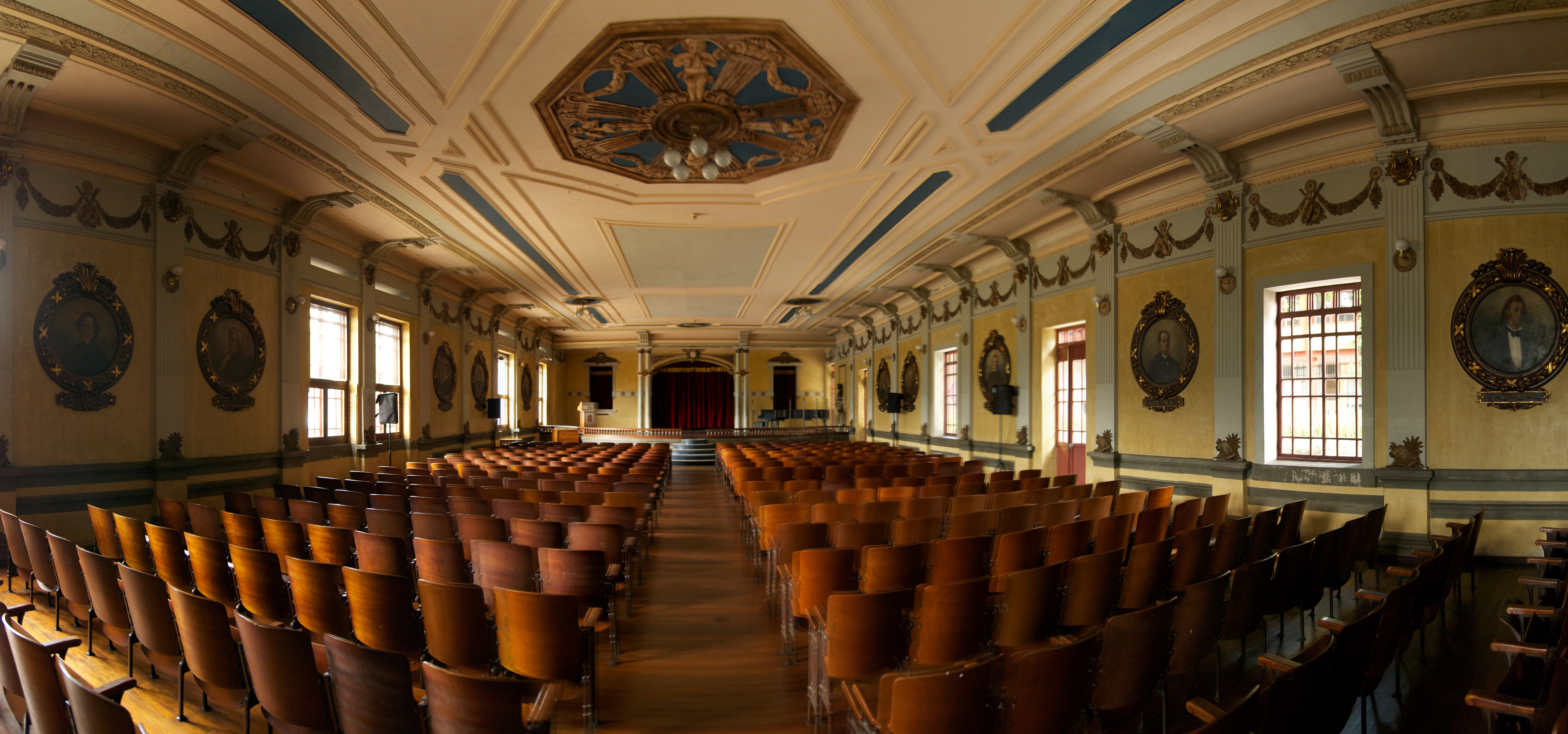
Salón Alberto Castilla.

- Conservatorio de música del Tolima
- Teatro Tolima
- Parque General Rojas Pinilla
- Casa de la Cultura
- Concha Acústica Garzón y Collazos (Ibagué)
- Plazoleta Darío Echandía (Ibagué)
- Plazoleta Cacica Dulima (Ibagué)
- Sala Alberto Castilla Conservatorio del Tolima (Ibagué)
- Concha Acústica (Fresno)
- Casa de la Cultura (Cajamarca)
- Casa de la Cultura (El Espinal)